# Hasan Abdullayev
Hasan Abdullayev (en azéri : Həsən Məmmədbağır oğlu Abdullayev ; né le 20 août 1918 dans le village de Yaydjı de Nakhtchıvan et mort le 1er septembre 1993 à Bakou) est un physicien azerbaïdjanais, membre de l'Académie nationale des sciences d'Azerbaïdjan (dont il est président de 1970 à 1983).

## Biographie
Abdullayev est diplômé de la faculté de physique de l'Institut pédagogique d'État d'Azerbaïdjan en 1941. 
De 1941 à 1944, il enseigne à l'école pédagogique d'Ordubad.En 1945, il commence à travailler à l'Académie nationale des sciences d'Azerbaïdjan et passe d'assistant de laboratoire à l'académicien, président de l'Académie des sciences d'Azerbaïdjan.

## Activité scientifique
En 1954, il crée la chaire de « Physique des semi-conducteurs » à l'université d'État d'Azerbaïdjan. Ce département est l'un des premiers départements de semi-conducteurs établis dans toute l'URSS.
De 1948 à 1950, il travaille comme directeur adjoint de l'Institut de physique et de mathématiques de l'Académie des sciences d'Azerbaïdjan, et de janvier 1950 à août 1950, il travaille comme directeur adjoint de cet institut.
Il est l'un des fondateurs de la physique soviétique des semi-conducteurs et un scientifique de premier plan dans les nouvelles technologies. Il a apporté une contribution exceptionnelle au développement des industries de l'électronique, de l'astrophysique, de l'aéronautique, de la médecine, de la biophysique et de la défense. 
Il est l'auteur de 585 brevets soviétiques et étrangers, dont 171 brevets secrets et 65 brevets top secrets, auteur de 28 livres scientifiques (monographies), de plus de 800 articles de revues et d'encyclopédies en langues anglaise, russe et azerbaïdjanaise.